# Serge Crottier-Combe
Serge Crottier-Combe, né le 14 juillet 1960 à Bourg-en-Bresse,, est un coureur cycliste français. Durant sa carrière, il participe à des compétitions sur route et sur piste.

## Biographie
Serge Crottier-Combe s'inscrit en 1977 au Sprinter Club Croix Rousse-Caluire, dans le quartier lyonnais de Vaise. Il oriente rapidement sa carrière vers la piste. 
Dans les années 1980, il devient à trois reprises champion de France de la course aux points chez les amateurs. Il décroche également une médaille d'argent sur cette épreuve aux championnats du monde militaires de 1983. Il se tourne ensuite vers le demi-fond, après avoir été écarté de la sélection française pour les championnats du monde de 1987. Dans cette discipline, il remporte le titre national en 1989, 1992 et 1993. Il termine par ailleurs par ailleurs sixième d'un championnat du monde à Valence. 
Après la saison 1998, il décide se mettre en retrait du haut niveau. Il continue toutefois le cyclisme. Il gagne sa dernière course en 2011 et arrête définitivement la compétition à l'âge de cinquante-et-un-an.

## Palmarès sur route
- 1984
  - 3e du Tour de la Haute-Marne
- 1985
  - Prix de Bâgé-la-Ville
  - 2e du Tour du Chablais
- 1993
  - 2e du Grand Prix de Charvieu-Chavagneux
- 1994
  - 3e du Grand Prix de Charvieu-Chavagneux
- 1995
  - Prix de Riorges
  - 3e du Tour du Beaujolais
- 1996
  - Prix de Domsure
- 1997
  - Prix du Cours de Verdun
  - Prix d'Arbent
  - Grand Prix de la Soierie à Charlieu
- 2004
  - Prix de Riorges

## Palmarès sur piste

### Championnats du monde
- Zurich 1983
  - 9e de la course aux points
- Valence 1992
  - 6e du demi-fond

### Championnats du monde militaires
- 1983
  -  Médaillé d'argent de la course aux points

### Championnats nationaux
| - 1981 - Champion de France de la course aux points amateurs - 1982 - 2e du championnat de France de la course aux points amateurs - 1983 - Champion de France de la course aux points amateurs - 1986 - Champion de France de l'américaine (avec Patrick Billet) - 1987 - Champion de France de la course aux points amateurs - 1989 - Champion de France de demi-fond | - 1991 - 2e du championnat de France de demi-fond - 1992 - Champion de France de demi-fond - 1993 - Champion de France de demi-fond - 1997 - 2e du championnat de France de demi-fond - 2000 - 3e du championnat de France de demi-fond |  |